# I Heard a Voice
I Heard a Voice is de eerste live-dvd van AFI, uitgebracht op 12 december 2006 onder het label Interscope Records.
De dvd bevat een concertregistratie van het optreden in de Long Beach Arena in Long Beach in Californië, dat plaatsvond op 15 september 2006 na het uitkomen van het album Decemberunderground. Bij het optreden waren meer dan 13.000 bezoekers aanwezig, en het was daarmee de grootste show ooit van de band. Het optreden werd vastgelegd met meer dan 23 HD-camera's.
Ook werd er op 13 november 2007 een cd van uitgebracht, die in principe hetzelfde is als de dvd.

## Tracklist dvd/cd
1. Prelude 12/21 - 2:04
2. Girl's Not Grey - 3:12
3. The Leaving Song Pt. 2 - 4:20
4. Summer Shudder - 3:16
5. Kill Caustic - 2:50
6. The Days of the Phoenix - 4:04
7. Endlessly, She Said - 4:34
8. A Single Second - 2:45
9. The Missing Frame - 4:40
10. Bleed Black - 4:28
11. Silver and Cold - 5:12
12. Dancing Through Sunday - 2:34
13. This Time Imperfect - 4:33
14. Death of Seasons - 5:14
15. Totalimmortal - 4:31
16. Love Like Winter - 3:10
17. God Called In Sick Today - 4:50
18. Miss Murder - 3:38

## Bijzonderheden van de dvd
1. Fotogalerij met foto's van de Despair Faction.
2. Klikken op de mot in het menu Extras geeft toegang tot vier filmpjes.